# B&B
B&B:Bella y Bestia Ou (B&B:Bela & Fera) Foi um Sitcom 2008 argentino comédia, criada por Cris Morena. Foi lançado em 7 de janeiro de 2008 e finalizado 06 de Junho de 2008, no Canal 11. É produzido por Cris Morena Grupo e RGB. O elenco inclui atores Argentinos, Como. Romina Yan, Damián de Santo, Maximiliano Ghione, Susana Ortiz e Graciela Pal. [carece de fontes?]

## Sinopse (História)
Esta é a história de música, amor e ódio entre Bella e seus três filhos "meticulosos" (e não tão ...) e Benny suas três filhas "impensado" (e não tão ...). Ela é uma bailarina ,ele é um músico de rock. Mesmo que eles não gostam,eles acabam direcionando a Música e Escola de Dança juntos.Filhos de Bella são excelentes orquestra músicos. As filhas de Benny estudou música com seu pai. Eles são músicos mais espontâneas.Juntos, eles têm pop-rock da banda, onde Benny assume a liderança. Assim, juntou-se pela música, Benny e Bella,junto com seus filhos,vai estrelar uma das histórias mais engraçadas de sempre. Há lutas,alianças,dança  do rock, música clássica e muita diversão. 
Bella (Yan) é uma mulher elegante, obsessivo, bem-
educado,estruturado e procura sempre seguir as regras.Ela culpa Benny para todos os seus infortúnios ... Geralmente, ela está certa sobre culpá-lo. Ele é o último homem na Terra que ela gostaria de cair no amor com ele.Benny (de Santo), por outro lado, é completamente oposto.
Eles se encontram em um acidente, onde a carreira de Benny ruínas Bella para sempre.Ele torce o tornozelo direito antes do show que poderia fazê-la famosa para sempre, como principal bailarina .A partir desse momento, ela o odeia,e ela jura matá-lo se ela nunca vê-lo novamente. E ela vai tentar,uma vez que ela descobre que ele é seu novo vizinho. Mas,diz-se que o destino
sempre sabe o que fazer. E é assim que, apesar de seus constantes esforços para destruir um ao outro,o destino recebe o seu caminho e ódio é substituída por um grande amor.O amor é tão forte que, mesmo contra si mesmos e de sua própria loucura, contra seus filhos e todos os seus obstáculos, no final, vai se juntar a eles para sempre dentro de um quadro de música ,amor e loucura.